# Point of total assumption
Le point of total assumption (PTA) est un point sur la courbe de coût déterminé par les éléments contractuels associés avec un contrat au forfait (à prix fixe, par opposition à un contrat en régie) avec intéressement Fixed Price plus Incentive (FPI), au-dessus duquel le fournisseur (vendeur) supporte tous les coûts liés à un surcoût.
Le vendeur assume tous les risques de coût à partir de ce point PTA, puisque chaque euro de surcoût se traduit par une baisse de un euro de la marge bénéficiaire. Et que dès que le coût dépasse ce PTA, le montant maximum que l'acheteur paie est le prix plafond.

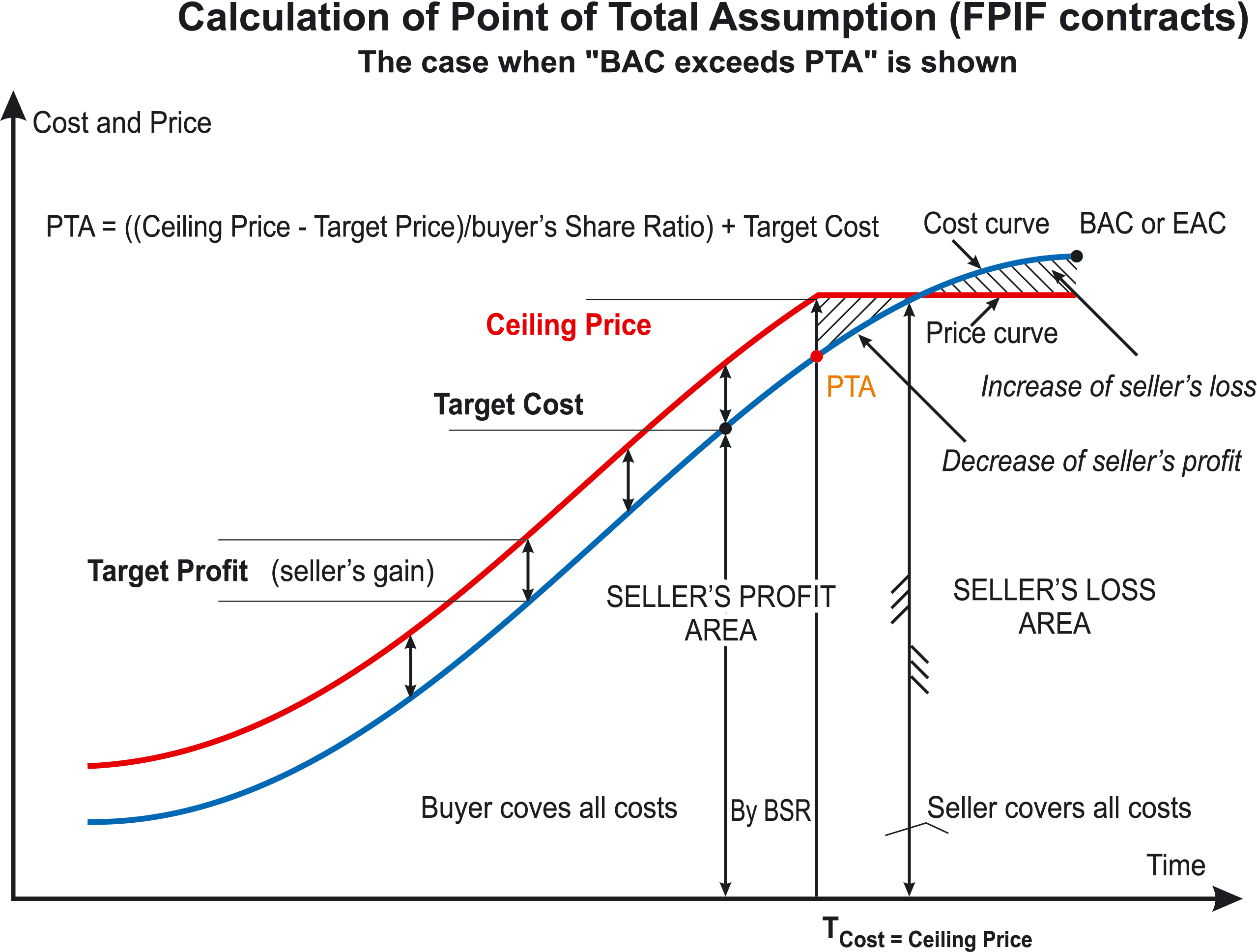
Calcul du 'Point of Total assumption' (dans le cas où EAC dépasse le PTA, situation qui devrait être considérée comme un déclencheur de risque, de diminution du bénéfice)

Cependant, tant que le coût reste compris dans la zone entre le PTA et le prix plafond, le vendeur continue à gagner de l'argent.
En revanche, dès que le coût dépasse ce prix plafond, le vendeur commence à perdre de l'argent sur le contrat correspondant.
Le PTA est donc le coût à partir duquel la rentabilité du contrat baisse pour le vendeur, devenant nulle lorsque le coût atteint le prix plafond, et négative au-delà.

## Calcul du PTA
Le PTA est donc en quelque sorte une notion répondant, au niveau du coût, à la notion de prix plafond (le PTA est le point sur la courbe de coût lorsque le prix de vente atteint le prix plafond) : 

### En deçà du PTA
En deçà de ce coût, la rentabilité du contrat reste bonne pour le vendeur, et le prix de vente n'atteint pas le prix plafond. Et alors :
- l'écart entre le prix de vente et le prix visé (target price) est le surcoût pour l'acheteur
- l'écart entre le coût réel et le coût visé (target cost) est le surcoût que devrait supporter le vendeur si le contrat était un pur contrat au forfait (s'il n'y avait pas partage des risques en cas de surcoût, et des gains en cas de coût inférieur).

Ce partage des surcoûts selon le ratio défini par contrat (à prix fixe avec intéressement Fixed Price plus Incentive (FPI)) permet d'écrire donc l'égalité :
ratio acheteur x (coût réel - coût visé) = (prix de vente - prix visé)
(Le ratio étant de 0,7 si 70 % des surcoûts sont pris en compte par l'acheteur (pour un prix de vente qui reste bien sûr en dessous du prix plafond ; les 30 % restants sont pris en compte par le vendeur, et se déduisent donc de son bénéfice sur le contrat).

### Au-delà du PTA
Quand le coût atteint le PTA, cette égalité reste vraie, mais le prix de vente devient le prix plafond.
Chaque euro supplémentaire se traduit donc par une baisse d'un euro du bénéfice pour le vendeur.

### Déduction pour la valeur du PTA
Lorsque le coût vaut PTA, le prix de vente devient le prix plafond, donc l'égalité s'écrit :
ratio acheteur (PTA - coût visé) = (prix plafond - prix visé)
C'est-à-dire : 
PTA = (prix plafond - prix visé) / ratio   + coût visé.

## Exemple
Coût visé :              150 000 euros
Bénéfice visé :         30 000 euros
Prix de vente visé : 180 000 euros
Rappel important : cette notion ne vaut que pour des contrats à prix fixe avec intéressement Fixed Price plus Incentive (FPI). Et le prix plafond est fixé à 200 000 euros.
Et le PTA est nécessairement supérieur au coût visé (ici 150 000 euros).
Le ratio de partage entre acheteur et vendeur est de 60 / 40, c'est-à-dire 60 % pour l'acheteur, et 40 % pour le vendeur.
La formule du PTA donne donc : (200 000 - 180 000) / 0.6 + 150 000 = 183 333 euros.

### Pour un coût inférieur au coût visé
Si le coût est inférieur au coût visé, l'écart est calculé (par rapport au coût visé), et le gain obtenu est réparti selon le ratio défini par contrat :ici 60 / 40. La marge du vendeur augmente donc (ce qui est le but souhaité, puisqu'il s'agit d'encourager le vendeur à baisser le prix défini par contrat). 
Dans l'exemple, si le coût réel est de 140 000 euros :
Le gain sur le contrat est de : 150 000 - 140 000 = 10 000 euros.
Ce gain est donc réparti en 6 000 euros pour l'acheteur, et 4 000 euros pour le vendeur.
Son bénéfice est donc de : 30 000 + 4 000, soit 34 000 euros.
Vérification : le coût étant de 140 000, le prix de vente s'obtient en additionnant ce bénéfice de 34 000, donc 174 000 euros, ce qui correspond bien à 180 000 - 6 000 euros.

### Pour un coût supérieur au coût visé et inférieur au PTA
Si le coût devient supérieur au coût visé et inférieur au PTA (par exemple ici 175 000 euros), le surcoût est calculé par rapport au coût visé, et il est réparti selon le ratio défini par contrat.
Si ce ratio reste de 60 % acheteur, 40 % vendeur (cela n'est pas nécessairement le cas, il peut être, en cas de dépassement, par exemple, de 80 %  acheteur, 20 % vendeur), 
alors : le surcoût pour l'acheteur est de (175 000 - 150 000) x 0,6 = 15 000 euros, et 10 000 euros pour le vendeur,
ce qui entraîne une baisse de bénéfice pour le vendeur de 10 000. 
Le bénéfice pour le vendeur se réduit donc à 20 000 euros, soit 2/3 du bénéfice prévu.

### Pour un coût supérieur au PTA (et donc supérieur au coût visé)
Si le coût devient supérieur au coût visé et supérieur au PTA (par exemple ici 190 000 euros), le surcoût est calculé par rapport au coût visé, et il est réparti selon le ratio défini par contrat.
alors : le surcoût pour l'acheteur est de (183333 (PTA) - 150 000 (coût du projet) x 0.6 = 20 000 euros, et (Ceiling cost 200 000 euros - 190 000 euros Coût réel du projet) 20 000 euros pour le vendeur,
Le bénéfice pour le vendeur se réduit donc à 10 000 euros, car le ceiling price (prix plafond) est de 200 000 euros

### Pour un coût supérieur au prix plafond
Si le coût devient supérieur au prix plafond (par exemple ici 210 000 euros),
alors le prix payé par l'acheteur est le prix plafond, 200 000 euros.
Et le bénéfice pour le vendeur devient donc une perte, de 210 000 - 200 000 = 10 000 euros, 
alors que la répartition 60 /40 du surcoût (sans prix plafond) aurait abouti à une diminution de bénéfice de :
(210 000 - 150 000) x 0.4 = 24 000 euros, ce qui aurait encore permis un bénéfice de 6 000 euros.

## Exemple dans le monde des affaires, graphique
Cette notion est relativement récente, et il est assez difficile de trouver des exemples concrets.
Le contrat des ravitailleurs nord-américains, gagné en 2011 par Boeing contre Airbus (qui l'avait précédemment emporté, en 2008), est un de ces rares exemples, et cette notion de PTA fait l'objet d'un article écrit par un spécialiste aéronautique : "KC-46 EMD contract (update March 2015)", et d'un graphique intéressant, même s'il est construit différemment de celui présenté au début de cette page.